# Kevin Packet
Kevin Packet (14 maart 1992) is een Belgisch voetballer. Hij is sinds 2007 aangesloten bij Cercle Brugge. In het seizoen 2009-2010 maakte hij zijn debuut in het A-team.

## Carrière
Via KWS Oudenburg en KV Oostende geraakte Packet in 2007 bij de jeugd van Cercle Brugge. In 2009 stroomde hij door naar het eerste elftal.
Op 17 januari 2010 maakte Packet z'n debuut in eerste klasse: tegen Germinal Beerschot viel hij in de 88e minuut in voor Frederik Boi.